# عقد 900
عقد 900 هو عقد امتد بين 1 يناير 900 و31 ديسمبر 909 بحسب التقويم الميلادي. سبقه عقد 890 ولحقه عقد 910.

## أحداث
- نهب ثيسالونيكا (904)
- يوم سمورة (901)

## مواليد
- أسطفان ليكابينوس (901)
- المفرج بن دغفل (901)
- بيلجا تكين (901)
- ناصر الدولة الحمداني (901)
- إلفورد من وسكس (904)
- ابن حيون (901)
- عبد الرحمن بن عمر الصوفي (903)
- القبيصي (901)
- أبو تغلب الحمداني (901)
- علي بن محمد بن طغج الإخشيد (901)
- أبو بكر القفال الشاشي (904)

## وفيات
- سمعان الخراز (901)
- بندكت الرابع (903)
- محمد بن نصر المروزي (906)
- ثعلب النحوي (904)
- محمد بن أبي الساج (901)
- أبو العباس عبد الله الثاني (903)
- أبو بكر البزار (905)
- ابن رسته (903)
- قنبل (904)
- أبو إسحاق إبراهيم بن أحمد (902)
- ليو الخامس (905)

## كتب
- Yves Denis Papin (1998). Chronologie de l'histoire ancienne. Lieu de publication non identifié: Éditions Jean-paul Gisserot. ISBN:2-87747-346-5. OCLC:40746926. مؤرشف من الأصل في 2022-03-16.
- موسوعة حضارة العالم (2002) لأحمد محمد عوف.

## روابط خارجية
- تصفح سنة بسنة عقد 900 على موقع onthisday.com
- تصفح سنة بسنة عقد 900 ابتداءً من سنة عقد 900 على موقع المكتبة الوطنية الفرنسية